# Harige maskerbij
De harige maskerbij (Hylaeus pilosulus) is een vliesvleugelig insect uit de familie Colletidae. De wetenschappelijke naam van de soort is voor het eerst geldig gepubliceerd in 1903 door Pérez.